# ناوسنیتس
ناوسنیتس (به آلمانی: Nausnitz) یک شهر در آلمان است که در تورینگن واقع شده‌است. ناوسنیتس ۷۰ نفر جمعیت دارد.